# 1006년

## 연호
- 북송(北宋) 경덕(景德) 3년
- 요(遼) 통화(統和) 24년
- 일본(日本) 간코(寛弘) 3년
- 전 레 왕조(前黎朝) 응티엔(應天) 13년

## 기년
- 북송(北宋) 진종(眞宗) 9년
- 요(遼) 성종(聖宗) 25년
- 고려(高麗) 목종(穆宗) 9년
- 전 레 왕조(前黎朝) 와조제(臥朝帝) 2년